# Stockholm-Globen
Stockholm-Globen  är en postort i Söderort inom Stockholms kommun . Den inrättades 1991 och omfattar endast boxadresser för företag (och ett företag med eget postnummer) inom Globenområdet med omnejd. Övriga adresser tillhör postorten Johanneshov. Postnumren inom Stockholm-Globen ligger i serien 121XX (delat med Johanneshov). Åren 1989-1994 fanns även ett postkontor med denna benämning i Globenområdet.